# 杜勒斯露天競技場
杜勒斯露天競技場是位於阿爾巴尼亞都拉斯市中的一座圓形競技場，建於西元2世紀上下，曾在6世紀和10世紀時遭遇地震而損毀。該競技場是巴爾幹地區最大的露天競技場，可容納15,000至20,000名觀眾。
杜勒斯露天競技場於1996年10月被阿爾巴尼亞列入世界遺產的預備名單，現已成為該地區較受歡迎的旅遊景點。

## 建築

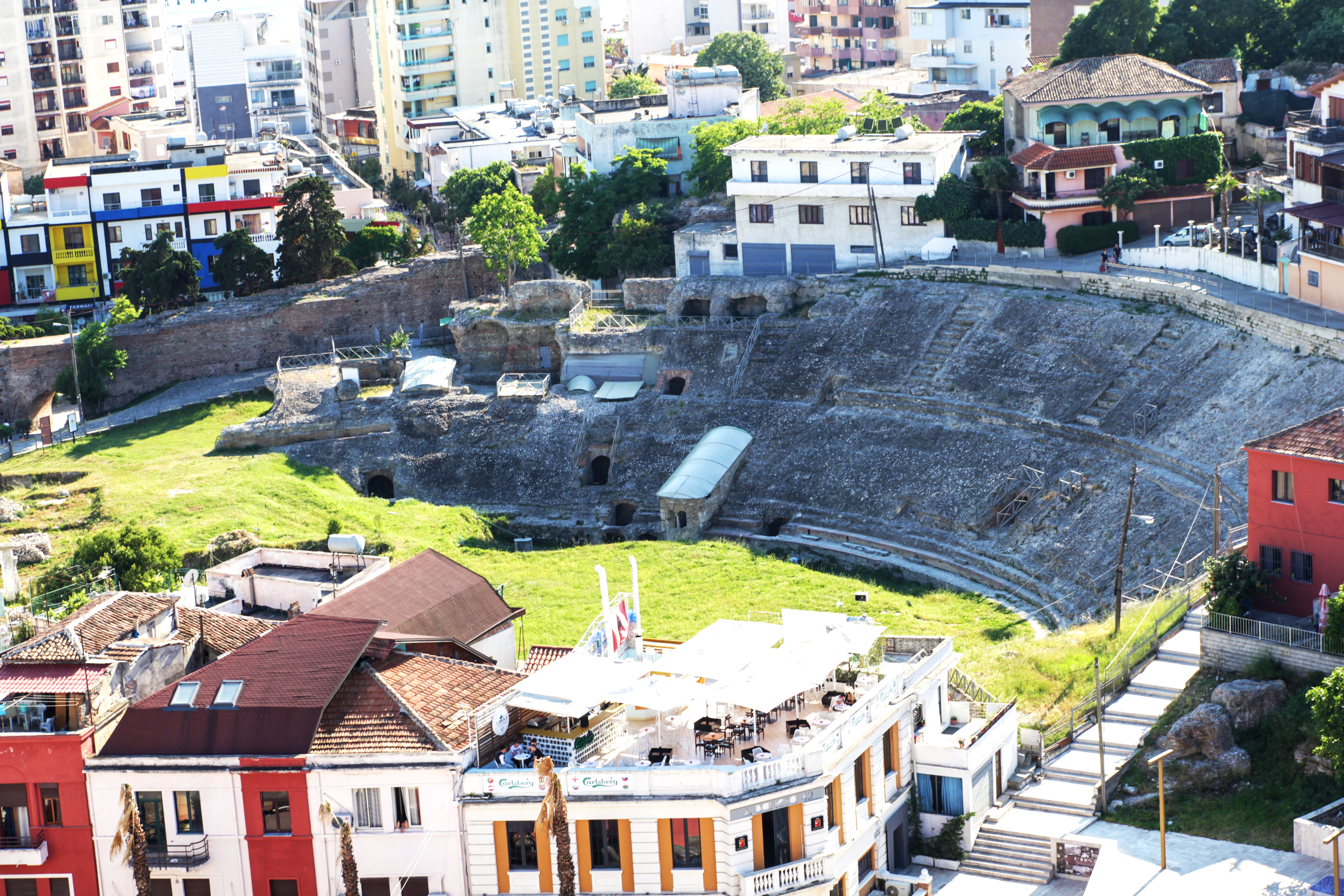
競技場旁的民宅

杜勒斯露天競技場是阿爾巴尼亞境內唯一發現的圓形競技場，位於歷史悠久的老城都拉斯的西南邊，距離該城港口的西南端不遠。競技場坐落於西、北兩面的山坡上，呈橢圓形且四面被城牆包圍。根據不同的說法，競技場的長軸分別在118－32公尺及98－113公尺不等；短軸則分別在61公尺及40－42公尺不等。
橢圓形的競技場以南北為軸線，提供角鬥士及動物通過的主要通道位於競技場北面，南面的通道則略偏於軸線。該競技場只有一條環形看臺，而出入通道則在場內呈不規則分布。
競技場至今尚未開挖完成，場內部份區域仍被瓦礫堆積，且建築底部已低於地下水面，另外在東南面附近長期有居民居住，其房屋已逐漸被徵收和拆遷。現時亦安裝了樓梯及安全設施，以方便遊客進入場內。

## 歷史

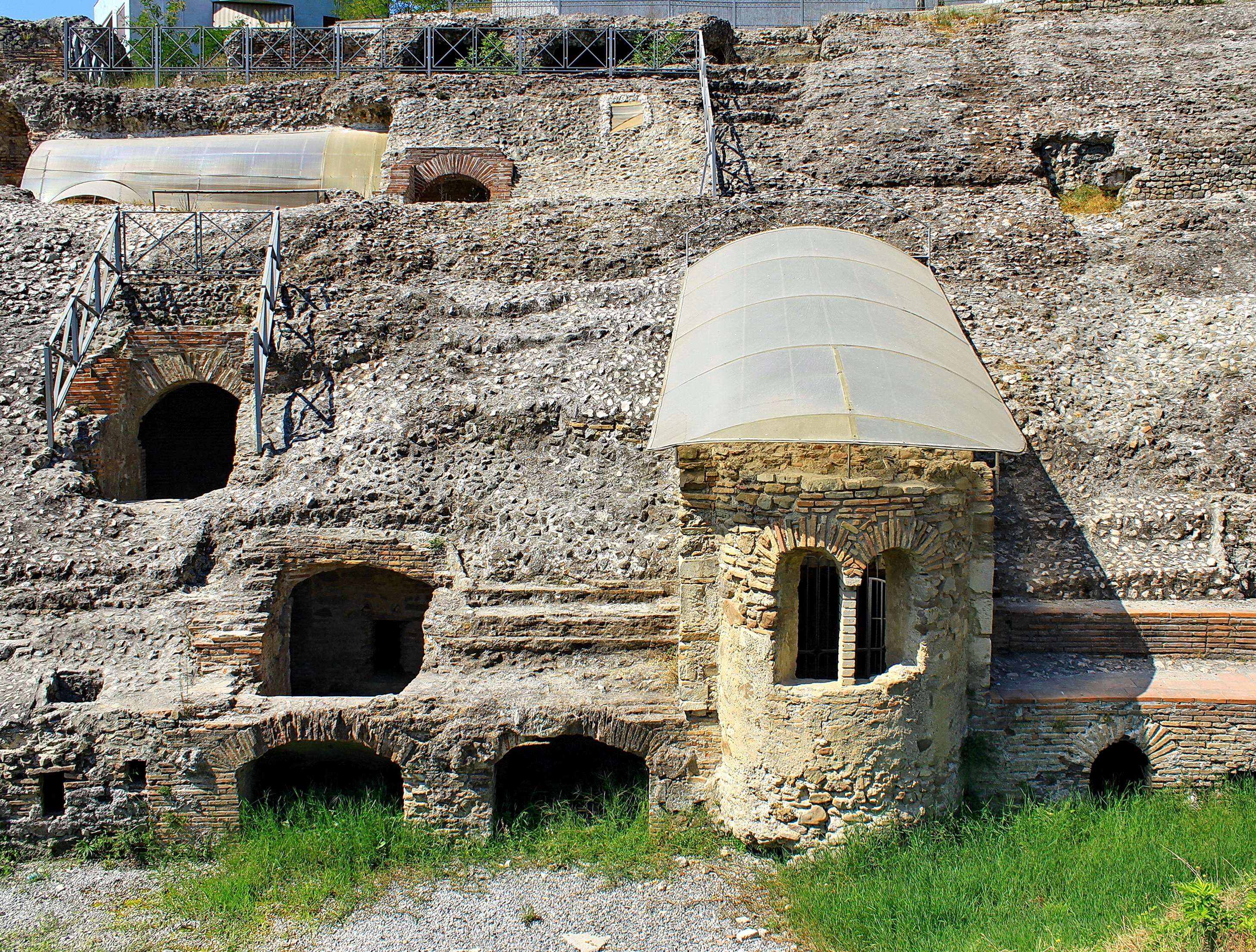
已損毀的座椅及小型教堂

早在西元前7世紀時，古希臘人就已在杜勒斯地區建立一座名為埃庇達諾斯（希臘語：Ἐπίδαμνος）的城市，後來羅馬帝國發動伊利里亞戰爭征服該地區後，將其改名為底拉西烏姆（拉丁語：Dyrrhachium）。德國基督教考古學家岡特拉姆·科赫表示，羅馬帝國在皇帝奧古斯都的帶領下，許多退伍軍人遷居至底拉西烏姆，使該城成為羅馬文化在該地區的中心。競技場約建於2世紀上半葉的哈德良時期，但亦有歷史學家根據當時圖書館中的一塊碑文（CIL III, (1) 607）上的記載提到「開幕式上，12位角鬥士在格鬥中互相較量」，懷疑其可能建於更早之前的2世紀圖拉真時期。
競技場的廢棄可能是由於在345或346年發生的一場強震，或是與皇帝狄奧多西一世下令關閉所有異教文化建築有關。

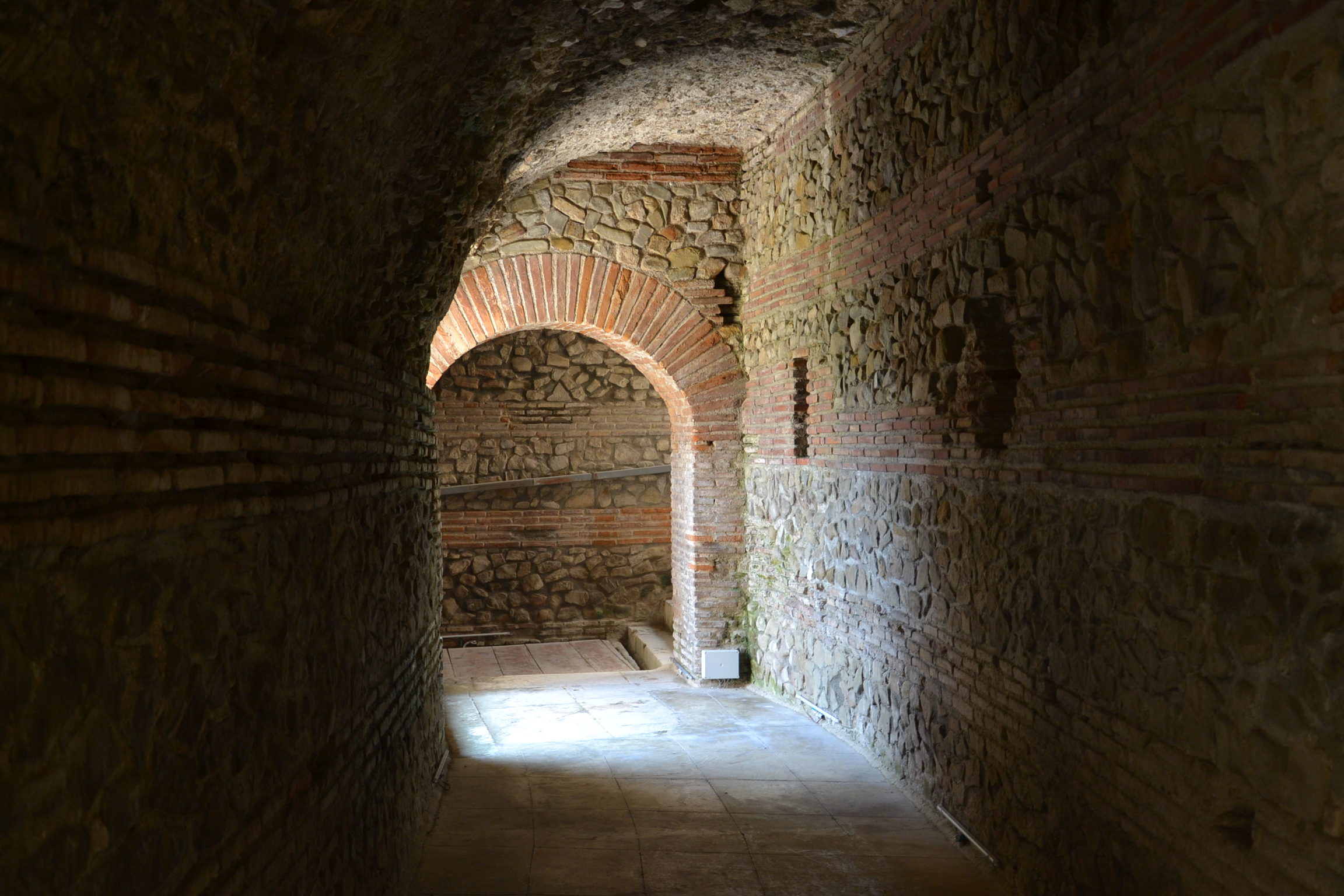
場內的迴廊

西元500年左右，廢棄後的龐大建築被整合進杜勒斯的防禦體系，並在7世紀起被作為墓地使用，屍體被埋在迴廊及競技場內。9世紀至11世紀間，迴廊上還建有3間小型基督教教堂作為納骨堂使用，並且豎立十字架，其中仍有2間保留至今。
古典時代晚期，競技場被誤作為採石場及建築材料來源地，場內所有的石製座椅均被拆除，僅剩底座保留至今。395年，羅馬帝國分裂成為東羅馬帝國與西羅馬帝國，間接導致杜勒斯地區的經濟衰退，造成競技場的建築材料被加速開採利用。
1966年，競技場在一次施工中偶然被發掘，並在隨後進行部分的挖掘。1973年，競技場遺址被宣布為國家文化遺跡，並進一步開挖。1996年10月11日，阿爾巴尼亞文化研究所（Institut des Monuments Culturels）將其列入世界遺產的預備名單。2004年，義大利帕爾馬大學啟動了一項針對杜勒斯露天競技場的修復計畫。

## 瀕危

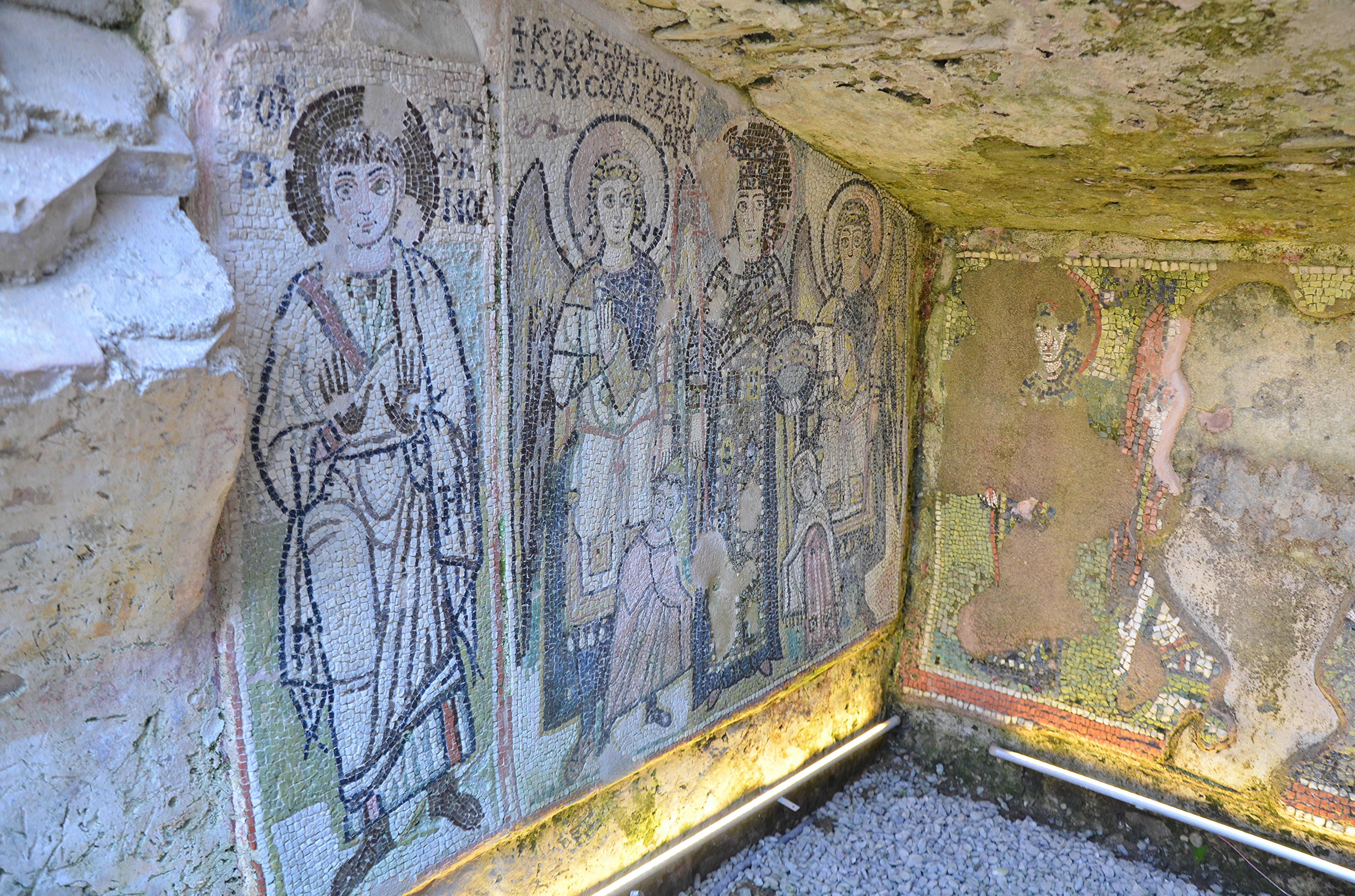
競技場南牆和西牆的馬賽克

2013年，由於滲水、侵蝕作用和附近建築物維護不善等因素，歐洲文化和自然遺產保護組織我們的歐洲將杜勒斯露天競技場列入歐洲最瀕危的文化遺產之一。都拉斯市政府目前計劃拆除附近房屋，同時競技場內部存在嚴重的結構缺陷，馬賽克和壁畫正在緩慢腐爛。

## 圖片

杜勒斯露天競技場全景
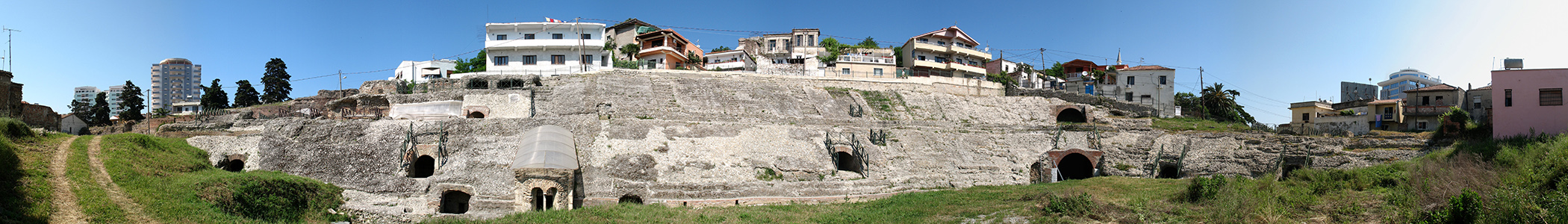